# Aeródromo Purrahuín
El Aeródromo Purrahuín (OACI: SCRR), es un terminal aéreo ubicado junto a la ciudad de Río Bueno, Provincia del Ranco, Región de Los Ríos, Chile. Es de propiedad privada.